# FASLG
FASLG (англ. Fas ligand) – білок, який кодується однойменним геном, розташованим у людей на короткому плечі 1-ї хромосоми.  Довжина поліпептидного ланцюга білка становить 281 амінокислот, а молекулярна маса — 31 485.
| 10         |  | 20         |  | 30         |  | 40         |  | 50         |
| ---------- |  | ---------- |  | ---------- |  | ---------- |  | ---------- |
| MQQPFNYPYP |  | QIYWVDSSAS |  | SPWAPPGTVL |  | PCPTSVPRRP |  | GQRRPPPPPP |
| PPPLPPPPPP |  | PPLPPLPLPP |  | LKKRGNHSTG |  | LCLLVMFFMV |  | LVALVGLGLG |
| MFQLFHLQKE |  | LAELRESTSQ |  | MHTASSLEKQ |  | IGHPSPPPEK |  | KELRKVAHLT |
| GKSNSRSMPL |  | EWEDTYGIVL |  | LSGVKYKKGG |  | LVINETGLYF |  | VYSKVYFRGQ |
| SCNNLPLSHK |  | VYMRNSKYPQ |  | DLVMMEGKMM |  | SYCTTGQMWA |  | RSSYLGAVFN |
| LTSADHLYVN |  | VSELSLVNFE |  | ESQTFFGLYK |  | L          |  |            |

A: Аланін

C: Цистеїн

D: Аспарагінова кислота

E: Глутамінова кислота

F: Фенілаланін

G: Гліцин

H: Гістидин

I: Ізолейцин

K: Лізин

L: Лейцин

M: Метіонін

N: Аспарагін

P: Пролін

Q: Глутамін

R: Аргінін

S: Серин

T: Треонін

V: Валін

W: Триптофан

Кодований геном білок за функціями належить до репресорів, цитокінів. 
Задіяний у таких біологічних процесах як апоптоз, транскрипція, регуляція транскрипції. 
Локалізований у клітинній мембрані, ядрі, мембрані, цитоплазматичних везикулах, лізосомі.
Також секретований назовні.